# 日莫訥河
日莫讷河（法語：Gimone，法語發音：[ʒimɔn]）是法國的河流，位於該國西南部，屬於加龍河的左支流，河道全長136公里，流域面積840平方公里，平均流量每秒3立方米，發源自拉讷默藏，河口處在卡斯泰尔萨拉桑。

## 外部連結
- http://www.geoportail.fr （页面存档备份，存于）
- Sandre数据库中的日莫讷河